# 勒法夫里勒
勒法夫里勒（法語：Le Favril，法語發音：[lə favʁil]）是法国上法蘭西大區北部省的一个市镇，位于该省东部，属于埃尔普河畔阿韦讷区。

## 地理
勒法夫里勒（50°6'11"N, 3°43'19"E）面积11.49 平方千米，位于法国上法蘭西大區北部省，该省份为法国最北部的省份及最长的省份，西北濒北海，西接加来海峡省，南至埃纳省和索姆省，东与比利时接壤。
与勒法夫里勒接壤的市镇（或旧市镇、城区）包括：费米-勒萨尔、拉格鲁瓦斯、朗德勒西、马鲁瓦勒、普里什。

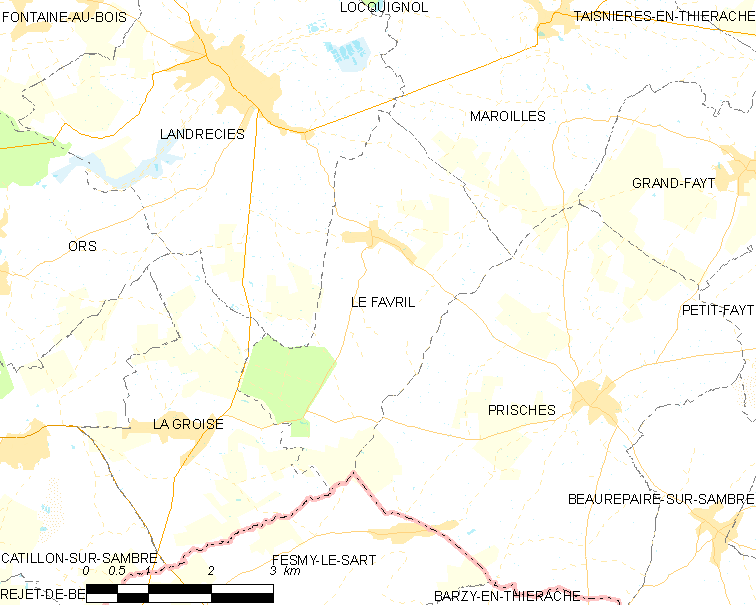
勒法夫里勒的OSM定位图

勒法夫里勒的时区为UTC+01:00、UTC+02:00（夏令时）。

## 行政
勒法夫里勒的邮政编码为59550，INSEE市镇编码为59223。

## 政治
勒法夫里勒所属的省级选区为埃尔普河畔阿韦讷县。

## 人口

1962-2008年间勒法夫里勒人口变化图示

勒法夫里勒于2022年1月1日时的人口数量为504人。